# The Barker
The Barker – amerykański film z 1928 roku w reżyserii George’a Fitzmaurice’a.

## Obsada
- Betty Compson
- Dorothy Mackaill
- Milton Sills
- Douglas Fairbanks Jr.
- Sylvia Ashton
- George Cooper
- Tom Dugan
- Bobby Dunn
- Gladden James

## Nominacje
| Nazwa nagrody | Wygrane            | Nominacje                                            |
| ------------- | ------------------ | ---------------------------------------------------- |
| Oscar         | 1930 bez rezultatu | 1930 Najlepsza aktorka pierwszoplanowa Betty Compson |